# Smal bägarlav
Smal bägarlav (Cladonia bacilliformis) är en lavart som först beskrevs av William Nylander och fick sitt nu gällande namn av Glück. 
Smal bägarlav ingår i släktet Cladonia och familjen Cladoniaceae.  Arten är reproducerande i Sverige. Inga underarter finns listade i Catalogue of Life.